# Руссковское сельское поселение
Руссковское сельское поселение — муниципальное образование в составе Шумячского района Смоленской области России.
Административный центр — село Русское.
Образовано законом Смоленской области от 28 декабря 2004 года. Глава муниципального образования Руссковского сельского поселения — Марченкова Нина Александровна.

## Географические данные
- Общая площадь: 201,57 км²
- Расположение: центральная часть Шумячского района
- Граничит:
  - на северо-востоке— с Снегирёвским сельским поселением
  - на востоке  и юге — с Озёрным сельским поселением
  - на юго-западе — с Беларусью
  - на западе — с  Студенецким сельским поселением
  - на северо-западе — с  Хиславичским районом
- По территории поселения проходят автомобильные дороги: Шумячи — Зимонино
- Крупные реки Остёр, Немка.

## Население
| 2011 | 2012 | 2013 | 2014 | 2015 | 2016 | 2017 |
| ---- | ---- | ---- | ---- | ---- | ---- | ---- |
| 789  | ↘760 | ↘752 | ↘731 | ↘723 | ↘701 | ↘690 |
| 2018 | 2019 | 2020 | 2021 |      |      |      |
| ↘670 | ↘654 | ↘651 | ↘577 |      |      |      |

## Населённые пункты
На территории поселения находятся 21 населённый пункт:
| №  | Населённый пункт | Тип     | Население |
| -- | ---------------- | ------- | --------- |
| 1  | Авдепо           | деревня | 0         |
| 2  | Большая Буда     | деревня | 11        |
| 3  | Брозданы         | деревня | 0         |
| 4  | Будище           | деревня | 1         |
| 5  | Загустино        | деревня | 15        |
| 6  | Иолово           | деревня | 12        |
| 7  | Косачевка        | деревня | 0         |
| 8  | Костюковка       | деревня | 0         |
| 9  | Котовка          | деревня | 0         |
| 10 | Микуличи         | деревня | 3         |
| 11 | Мостище          | деревня | 0         |
| 12 | Петровичи        | село    | 40        |
| 13 | Полицкое         | деревня | 207       |
| 14 | Поташ            | деревня | 12        |
| 15 | Рахутино         | деревня | 0         |
| 16 | Русское          | деревня | 524       |
| 17 | Селюты           | село    | 458       |
| 18 | Теклевка         | деревня | 6         |
| 19 | Ховратовка       | деревня | 0         |
| 20 | Хоронево         | деревня | 7         |
| 21 | Хоронево         | деревня | 21        |